# Citadelcross 2023
De 15e editie van de Citadelcross in Namen werd gehouden op zondag 17 december 2023. De wedstrijd maakte deel uit van de wereldbeker veldrijden 2023-2024. Bij de vrouwen won de Nederlandse Ceylin del Carmen Alvarado; en bij de mannen won de Brit Tom Pidcock. Bij de beloften won de Belg Emiel Verstrynge en bij de junioren was er twee keer Frans succes: Aubin Sparfel won bij de jongens en Célia Gery bij de meisjes.

## Elite

### Uitslag mannen
| Plaats | Naam                   | Ploeg                  | Tijd    |
| ------ | ---------------------- | ---------------------- | ------- |
| 1      | Tom Pidcock            | INEOS Grenadiers       | 59'45"  |
| 2      | Pim Ronhaar            | Baloise - Trek Lions   | + 15"   |
| 3      | Joris Nieuwenhuis      | Baloise - Trek Lions   | + 33"   |
| 4      | Eli Iserbyt            | Pauwels Sauzen-Bingoal | + 52"   |
| 5      | Michael Vanthourenhout | Pauwels Sauzen-Bingoal | + 1'02" |
| 6      | Lars van der Haar      | Baloise - Trek Lions   | + 1'08" |
| 7      | Niels Vandeputte       | Alpecin-Deceuninck     | + 1'30" |
| 8      | Toon Vandebosch        | Crelan-Corendon        | + 1'38" |
| 9      | Witse Meeussen         | Crelan-Corendon        | + 1'44" |
| 10     | Ryan Kamp              | Pauwels Sauzen-Bingoal | + 1'58" |

### Uitslag vrouwen
| Plaats | Naam                       | Ploeg                           | Tijd    |
| ------ | -------------------------- | ------------------------------- | ------- |
| 1      | Ceylin del Carmen Alvarado | Alpecin-Deceuninck              | 51'57"  |
| 2      | Puck Pieterse              | Alpecin-Deceuninck              | + 17"   |
| 3      | Lucinda Brand              | Baloise - Trek Lions            | + 19"   |
| 4      | Sara Casasola              | FAS Airport Services-Guerciotti | + 2'15" |
| 5      | Inge van der Heijden       | Crelan-Corendon                 | + 2'29" |
| 6      | Marie Schreiber            | Team SD Worx                    | + 2'38" |
| 7      | Annemarie Worst            | 777                             | + 2'46" |
| 8      | Leonie Bentveld            | Pauwels Sauzen-Bingoal          | + 3'01" |
| 9      | Laura Verdonschot          | De Ceuster - Bonache            | + 3'25" |
| 10     | Hélène Clauzel             | AS Bike Racing                  | + 3'26" |

## Beloften

### Uitslag mannen
| Plaats | Naam               | Tijd    |
| ------ | ------------------ | ------- |
| 1      | Emiel Verstrynge   | 46'26"  |
| 2      | Jente Michels      | z.t.    |
| 3      | Léo Bisiaux        | + 50"   |
| 4      | Aaron Dockx        | + 59"   |
| 5      | Seppe Van Den Boer | + 1'09" |

## Junioren

### Uitslag jongens
| Plaats | Naam           | Tijd   |
| ------ | -------------- | ------ |
| 1      | Aubin Sparfel  | 40'01" |
| 2      | Krustof Bazant | + 04"  |
| 3      | Paul Seixas    | z.t.   |
| 4      | Stefano Viezzi | + 06"  |
| 5      | Maxime Vezie   | z.t.   |

### Uitslag meisjes
| Plaats | Naam                | Tijd   |
| ------ | ------------------- | ------ |
| 1      | Célia Gery          | 37'49" |
| 2      | Viktória Chladonová | + 22"  |
| 3      | Amandine Muller     | + 40"  |
| 4      | Amálie Gottwaldová  | + 42"  |
| 5      | Cat Ferguson        | + 44"  |

2009 · 2010 · 2011 · 2012 · 2013 · 2014 · 2015 · 2016 · 2017 · 2018 · 2019 · 2020 · 2021 · 2022 (EK) · 2023 · 2024